# Euphorbia agowensis
Euphorbia agowensis es una especie de planta herbácea perteneciente a la familia de las euforbiáceas. Es originaria de África y Asia.

## Descripción
Es una planta herbácea caduca o perennifolia de pequeña duración.  Alcanza un tamaño de  10-100 cm de altura con una base leñosa.

## Distribución
Se encuentra en Cuerno de África y Asia en  entre las hierbas, por lo general a la sombra de los arbustos en los matorrales pequeños, terrenos abiertos, tierras de cultivo; llanuras de grava, en los bosques, por lo general con Acacia, desde una altura de 70 hasta 1650 metros.
Se distribuye por Somalia, Etiopía, Kenia,	Yemen, Arabia Saudita, Bangladés y la India. También en Angola.

## Taxonomía
Euphorbia agowensis fue descrito por Hochst. ex Boiss. y publicado en Prodromus Systematis Naturalis Regni Vegetabilis 15(2): 70. 1862.
Etimología
Euphorbia: nombre genérico que deriva del médico griego del rey Juba II de Mauritania (52 a 50 a. C. - 23), Euphorbus, en su honor – o en alusión a su gran vientre –  ya que usaba médicamente Euphorbia resinifera. En 1753 Carlos Linneo asignó el nombre a todo el género.
agowensis: epíteto
Subespecies
- Euphorbia agowensis var. agowensis
- Euphorbia agowensis var. pseudoholstii (Pax) P.R.O.Bally & S.Carter 1984

sinonimia
- Euphorbia effusa Ehrenb. ex Boiss.
- Euphorbia wightiana Hook.f.
- Chamaesyce wigthiana V.S.Raju & P.N.Rao
- Euphorbia agowensis var. agowensis
- Euphorbia agowensis var. pseudoholstii (Pax) P.R.O.Bally & S.Carter[4][5]